# Oude Leede
Oude Leede is een Nederlandse buurtschap op 4 km van de kern Delfgauw, gemeente Pijnacker-Nootdorp.
De bebouwing is langgerekt en parallel aan het water.

## Externe links

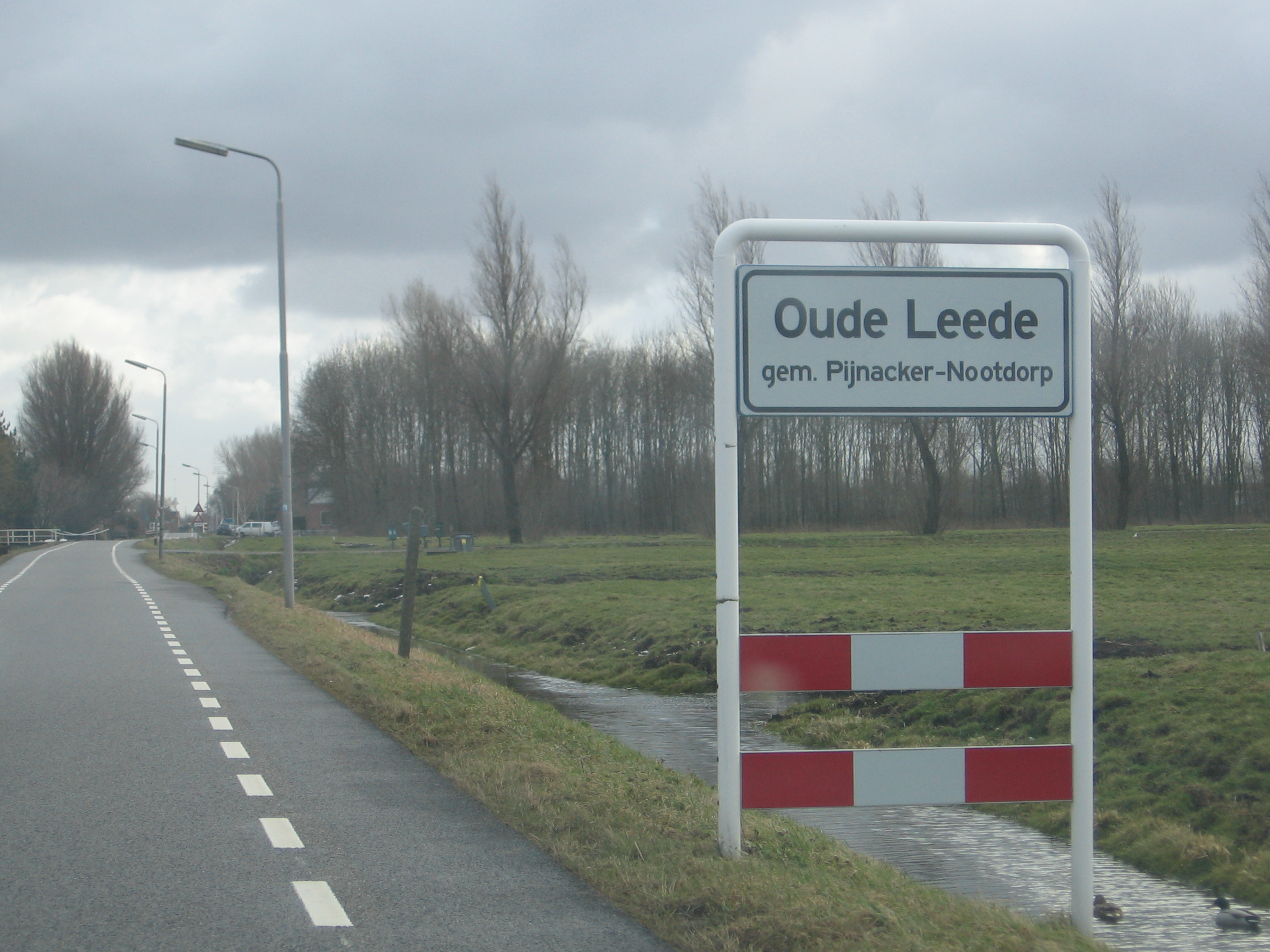
Oude Leede